# Stari, kje je moj avto?
Stari, kje je moj avto? (izvirno Dude, Where's My Car?) je znanstveno fantastična komedija iz leta 2000.  Film je režiral Danny Leiner. Zgodba govori o dveh mladih zapohancih (Ashton Kutcher in Seann William Scott), ki se zjutraj zbudita z mačkom in brez vsakega spomina na prejšnji večer.
Film se je slabo odrezal pri kritikih, a je zato v finančnem smislu obveljal za zmerno uspešnico. Po izidu DVD-ja in domače video izdaje je film predvsem zavoljo svoje naravnanosti na zadevanje z marihuano pridobil kultni status. Po zvrsti bi ga sicer težko uvrstili med znanstvenofantastične komedije, strokovnjaki so za tovrstne filme (o dogodivščinah zmedenih in zapohanih junakov) že iznašli nov izraz - stoner comedy (v prevodu pohavska komedija).
Naslov filma je hitro postal oznaka za popularno kulturo časa izida filma. Priznan ameriški aktivist Michael Moore je tako svojo politično knjigo, v kateri graja ameriško državo po 11. septembru, naslovil Dude, Where's My Country? (Stari, kje je moja država?). Naslov filma je sicer tudi referenca na še en kultni film, Veliki Lebowski iz leta 1998.

## Vsebina
Jesse (igra ga Ashton Kutcher) in Chester (igra ga Seann William Scott) sta dva pohavca, ki se neko jutro zbudita v Jessejevi hiši z mačkom in se sploh ne spomnita prejšnjega večera. V hladilniku odkrijeta ogromne zaloge čokoladnega pudinga, na telefonski tajnici pa ju pričaka jezno sporočilo od njunih deklet, dvojčic Wilme (igra jo Marla Sokoloff) in Wande (igra jo Jennifer Garner). Ker je tisti dan tudi obletnica njunih razmerij z dvojčicama, jima morata prinesti darila. Ker daril nikjer ne najdeta, sklepata, da sta jih pustila v Jessejevem avtomobilu. Ko pogledata pred hišo, avta nikjer ne najdeta in Jesse se vpraša naslovni stavek filma: »Stari, kje je moj avto?«
Ker sta jima dvojčici v zameno za darili obljubili »posebno počastitev,« kar Jesse in Chester povežeta s seksom, si še toliko bolj obupano želita najti avto. V svojem iskanju avtomobila se odpravita na zadnji kraj, ki se ga od prejšnjega večera spomnita. Pot ju vodi do slačikluba, kjer naletita na besno transseksualno striptizeto, ki od Jesseja zahteva nazaj svoj kovček ukradenega denarja. Jesse se kovčka sploh ne spomni in s Chesterjem se tako hitro izmuzneta iz kluba in iz krempljev striptizete. Kmalu zatem ju z ulice ugrabi nenavadna skupina častilcev NLP-jev, ki jo vodi Zoltan (igra ga Hal Sparks). Ti vesoljski obsedenci od njiju zahtevajo mogočno in skrivnostno napravo, usmerjevalnik kontinuuma. Onadva tudi o tej napravi nimata pojma. Pot ju pripelje tudi do pokvarjenega zvočnika kitajske drive-in restavracije, ki stalno sprašuje: »In kaj [želite] potem?,« zapohanega prijatelja Nelsona (igra ga David Herman) in njegovega čudaškega psa in kitajskega krojača, pri katerem sta prejšnji večer naročila dve športni trenirki. Ravno pri krojaču odkrijeta svoji novi tetovaži, na hrbta sta si namreč dala vtetovirati besedi »Stari« in »Mega.«
Na ulici srečata tudi vročo Christie Boner (igra jo Kristy Swanson), ki sta ji prejšnji večer očitna prijemala prsi. S tem si nakopljeta jezo Christiejinega razjarjenega fanta, športnika Tommyja (igra ga Charlie O'Connell), in njegove skupine somišljenikov. Kmalu ju pomotoma aretira še policija, od katere naposled izvesta, da so njun avto ponesreči zaplenili in da ga lahko dvigneta pri mestnem redarstvu. Nekje istočasno vanju trči tudi skupina petih zapeljivih vesoljk, ki od njiju prav tako želijo usmerjevalnik kontinuuma. Na mestnem redarstvu ugotovita, da so njun avto ne samo ponesreči zaplenili, temveč da so ga ponesreči dali tudi na dražbo in da ga je že odpeljal samotarski rejec nojev Pierre (igra ga Brent Spiner). Na Pierrovem posestvu naletita še na dva nordijska moška v potisnjenih oblekah, ki se jima predstavita kot varuha usmerjevalnika kontinuuma. Pierre ju kmalu zatem odkrije in zapre v kletko, od koder ju reši Chesterjevo poznavanje živalskega sveta in spremljanje živalskega televizijskega programa Animal Planet.
Ko Zoltanova druščina ugrabi dvojčici, se jim Jesse in Chester odločita predati usmerjevalnik kontinuuma v zameno za njuno izpustitev. Ker še vedno nimata pojma, kaj ta usmerjevalnik sploh je, se jim odločita predati kar navadno svetlečo igračo, ki so jih prodajali v nekem klubu. Prevara se jima ne posreči, saj se v klub nagnetejo vsi akterji (Zoltanova druščina, seksi vesoljke, nordijska modela, Nelson, dvojčici, Christie in Tommyjeva druščina), ki hitro spregledajo njuno ukano. Zatem se Chesterju posreči razrešiti Rubikovo kocko, ki jo je reševal že cel film (vse odkar jo je našel v žep svoje trenirke). Ko sestavi kocko skupaj, se le-ta naenkrat aktivira in se pretvori v ogromno kroglo z veliko lučkami. Izkaže se, da morata Jesse in Chester usmerjevalnik predati njegovim varuhom, za kar se jima ponujajo tako nordijska modela kot seksi vesoljke. V kolikor usmerjevalnika ne predata pravim varuhom, bo vesolje uničeno. Prav tako morata to storiti, preden se na usmerjevalniku prižge vseh pet lučk.
Ker so eni od domnevnih varuhov (nordijska modela ali seksi vesoljke) resnični varuhi, drugi pa vesoljci z načrtom uničiti svet, je pred Jessejem in Chesterjem težka naloga. Ko se prižge četrta lučka, naposled Jesse vpraša, kako jima je prejšnji večer šlo pri minigolfu pri 18. luknji. Pravi varuhi naj bi namreč vedeli pravilen odgovor na to vprašanje, saj so prejšnji večer preživeli z njima. Nordijska modela odgovorita, da jima je 18. luknjo uspelo premagati v prvem poskusu. Ko se že zdi, da fanta niti ne vesta, ali je odgovor pravilen ali ne, Jesse usmerjevalnik preda prav nordijskima modeloma. Luči se naenkrat ustavijo - Nordijca sta prava varuha usmerjevalnika. Jesse nato pogleda navzgor na plakat sredi kluba, na katerem so za prvo nagrado minigolfa lastniki določili življenjsko zalogo čokoladnega pudinga (ki sta ga fanta zjutraj našla v svojem hladilniku). 
Seksi vesoljke se v besu pretvorijo v eno velikansko vesoljko (igra jo Jodi Ann Paterson). V boju uspe velikanki onemogočiti nordijska varuha in na njeni poti do usmerjevalnika kontinuuma in posledično uničenja sveta stojita le še Jesse in Chester. Slednjima preostala druščina signalizira, da morata na usmerjevalniku aktivirati fotonski pospeševalec žarkov, ki da bo dokončno premagal velikanko. Chesterju uspe ta pospeševalnik aktivirati prav v zadnjem hipu in velikanka se naenkrat zruši v prah. Nordijska varuha nato fantoma izbrišeta spomin, s čimer se zjutraj zopet znajdeta v svoji postelji brez vsakega spomina na prejšnjo noč. Tokrat jima za razliko od prejšnjič le uspe najti Jessejev avto, ki je bil ves čas parkiran pred hišo - le skrit za sladolednim tovornjakom. Z avtom se nato odpeljeta do dvojčic, ki jima postrežeta s posebno pogostitvijo. Le-ta ni seks, kot sta Jesse in Chester mislila in upala, temveč zgolj dve pleteni kapi in dva pletena šala. Nordijska varuha fantoma v zahvalo pustita tudi darili za dvojčici: dve ogrlici, s katero dvojčicama zrastejo prsi.

## Igralska zasedba
| - Ashton Kutcher - Jesse Montgomery III - Seann William Scott - Chester Greenburg - Jennifer Garner - Wanda - Marla Sokoloff - Wilma - Kristy Swanson - Christie Boner - David Herman - Nelson - Hal Sparks - Zoltan - Charlie O'Connell - Tommy - John Toles-Bey - gospod Pizzacoli - Timmy Williams - Jeff - Jodi Ann Paterson - velikanska seksi vesoljka | - Freda Foh Shen - glas iz kitajske restavracije - Teressa Tunney - Tania - Christian Middelthon in David W. Bannick - nordijska vesoljca - Keone Young - gospod Li - Fabio - on sam - Mitzi Martin, Nichole M. Hiltz, Linda Kim, Mia Trudeau in Kim Marie Johnson - seksi vesoljke - Mary Lynn Rajskub - Zelmina - Brent Spiner - Pierre - Andy Dick - Mark |

## Odziv kritikov
Kritiki so film močno pokarali. BBC-jeva skupina kritikov mu je prisodila eno zvezdico in ocenila, da režiser ni opravil svojega dela. Film je označila za »bedno zamišljeno travestijo,« za »močno nadležen film« in celoto komentirala za besedama »boleče dolgočasno.«  Na spletni strani Rotten Tomatoes je film 52 kritikov pozitivno ocenilo le 19 odstotkov (10 kritikov), pri čemer se je splošni konsenz glasil: »film ni smešen.«  Metacritic, ki zbira uravnotežene ocene filmskih kritikov po ocenjevalni lestvici od 1 do 100, je na podlagi 17 ocen filmu pripisal oceno 30.  Pri časopisu The Austin Chronicle so film pokomentirali z: »Stari, vaš film je zanič.« USA Today je zapisal: »Vsaka civilizacija, ki lahko ustvari tako neumen film, si verjetno zasluži izbruh lakote in kuge.« Novinarji časnika The Chicago Tribune so pokomentirali: »Ob koncu neizprosnih 83 minut, bo publika vzklikala 'Stari, ne morem verjeti, da sem presedel celoten film!?',« medtem ko je New York Post ocenil: »Gre skoraj za zmešnjavo brez vsakršnega vmesnega hihitanja. Gre za tako amaterski in beden film, da se da na obrazih igralcev včasih zaznati tisti osramočeni izraz, kot ga imajo psi s smešnimi pričeskami.«  Enega redkih naklonjenih komentarjev so prispevali pri časniku New York News, v katerem so navezo Kutcher-Scott označili za »presenetljivo prikupno.« 

## Komercialni uspeh
Kljub slabemu odzivu kritikov je film v Severni Ameriki v svojem prvem vikendu po obisku (in finančnemu prilivu) zasedel drugo mesto, s 13.845.914 dolarji je zaostal le za filmom Kaj ženske ljubijo. Tisti vikend je tretje mesto na lestvici zasedel Kako je Grinch ukradel božič, ki je v svojem petem vikendu za drugim mestom sicer zaostal le za okoli 40.000 dolarjev. 

## Filmska glasba
Album s filmsko glasbo je pri založbi London Import izšel 15. decembra 2000.
Seznam skladb
1. Stoopid Ass - Grand Theft Audio
2. Playmate Of The Year - Zebrahead
3. Lighting The Way - Superdrag
4. I'm Afraid Of Britney Spears - Liveonrelease
5. Authenticity - Harvey Danger
6. Voodoo Lady - Ween
7. Listen To The Music - Dangerman
8. So Cal Loco (Party Like a Rock Star) - Sprung Monkey
9. We Luv U - Grand Theft Audio
10. Lunatic - Silt
11. Sorry About Your Luck - Spy
12. Bust a Move - Young MC

## Ostale izdaje
DVD izdaja je na prodajne police prispela 26. junija 2001. Poleg filma so ustvarjalci DVD izdaji dodali še 7 izbrisanh prizorov, komentar Kutcherja, Scotta in Leinerja, prispevek iz zakulisja, glasbeni video za GTA "Stoopid Ass", televizijske spote in trailer za sam film.